# Grewia balensis
Grewia balensis là một loài thực vật có hoa trong họ Cẩm quỳ. Loài này được Kirkup & Sebsebe mô tả khoa học đầu tiên năm 1999.